# The Sparks Brothers
Pour les articles homonymes, voir Sparks.
Pour plus de détails, voir Fiche technique et Distribution.
The Sparks Brothers est un film documentaire américano-britannique réalisé par Edgar Wright et sorti en 2021. Il revient sur la carrière du groupe de pop rock américain Sparks fondé par les frères Ron et Russell Mael.
Le film est présenté au festival du film de Sundance 2021 puis dans divers autres festivals, avant une sortie au cinéma dans certains pays.

## Synopsis
Edgar Wright raconte la vie de Ron et Russell Mael et la création du groupe de pop rock américain Sparks. De nombreuses artistes témoignent de l'influence du groupe sur leur musique : Beck, Flea des Red Hot Chili Peppers, Nick Rhodes et John Taylor de Duran Duran, Steve Jones des Sex Pistols, Stephen Morris de Joy Division, Vince Clarke de Depeche Mode et d'Erasure (dont le chanteur, Andy Bell, témoigne également dans ce documentaire). Les Sparks sont parfois présentés comme « le groupe préféré de ton groupe préféré ».

## Fiche technique
Sauf indication contraire, les informations mentionnées dans cette section peuvent être confirmées par la base de données cinématographiques IMDb,  présente dans la section « Liens externes ».
- Titre original : The Sparks Brothers
- Réalisation : Edgar Wright
- Direction artistique : Ves Philippi
- Photographie : Jake Polonsky
- Montage : Paul Trewartha
- Production : George Hencken, Nira Park et Laura Richardson
- Sociétés de production : MRC et Complete Fiction
- Sociétés de distribution : Focus Features (États-Unis), Alba Films (France)
- Budget : n/a
- Pays d'origine :  Royaume-Uni,  États-Unis
- Langue originale : anglais
- Format : couleur
- Genre : documentaire, musical
- Durée : 140 minutes
- Dates de sortie[2] :
  - États-Unis : 30 janvier 2021 festival du film de Sundance 2021
  - États-Unis : 18 juin 2021
  - France : 28 juillet 2021
  - Royaume-Uni : 30 juillet 2021

## Distribution
- Ron Mael
- Russell Mael
- Beck
- Jane Wiedlin
- Tony Visconti
- Mike Myers
- Fred Armisen
- Giorgio Moroder
- 'Weird Al' Yankovic
- Nick Rhodes
- Steve Jones
- John Taylor
- Todd Rundgren
- Flea
- Jason Schwartzman
- Jonathan Ross
- Amy Sherman-Palladino
- Daniel Palladino
- Neil Gaiman
- Stephen Morris
- Gillian Gilbert
- Patton Oswalt
- James Lowe
- Bernard Butler
- Alex Kapranos
- Paul Morley
- Pamela Des Barres
- Roddy Bottum
- Jack Antonoff
- John Congleton
- Patricia Lowe
- Vince Clarke
- Andy Bell
- Björk (voix uniquement)
- Mark Gatiss
- Thurston Moore
- Adam Buxton
- Edgar Wright
- Simon Pegg : John Lennon (voix)
- Nick Frost : Ringo Starr (voix)

## Production
En juin 2018, il est annoncé qu'Edgar Wright va réaliser un documentaire sur les Sparks, produit par MRC et Complete Fiction. Le cinéaste britannique se présente comme un grand fan du groupe, qu'il a découvert dans Top of the Pops en 1979 : « Je me rappelle de cette image des Sparks interprétant The Number One Song in Heaven en 1979. […] Durant mon adolescence, j’achetais des compilations de glam rock, et j’y retrouvais encore les Sparks. Mais ces Sparks ne ressemblaient pas aux Sparks d’avant. Je me suis demandé s’il s’agissait du même groupe. Évidemment à l’époque pré-internet, il était plus difficile de faire un travail de recherche sur la musique. [...] Les Sparks restaient un éternel mystère à mes yeux. » C’est lors d’un concert du groupe, auquel il assiste avec Phil Lord, qu’Edgar Wright a lancé l’idée du documentaire :

« J’ai dit à Phil que la seule chose dont ces gars avaient besoin pour être aussi célèbres qu’ils devraient l’être, c’était un documentaire, une vue d’ensemble. Parce que pour les gens qui veulent s’intéresser aux Sparks mais qui ne savent pas par où commencer, ne serait-ce que penser aux 25 albums est un défi de taille. »

Le réalisateur-scénariste contacte ensuite le groupe via Twitter : « J’étais choqué de voir qu’ils avaient un compte Twitter. Pour moi, ils étaient les J. D. Salinger du rock : bien qu’ils soient omniprésents, ils semblaient également insaisissables et énigmatiques. On pourrait penser qu’ils n’existent pas vraiment, qu’ils sont comme des personnages imaginaires. » Auparavant, les Sparks avaient toujours refusé les propositions de films.
Le tournage débute en mai 2018, avec notamment des prises de vues réalisées lors d'un concert à l'O2 Forum Kentish Town (en) de Londres.
Edgar Wright tourne près de 12 heures d’interviews avec Ron et Russell Mael pendant deux ans. Près de 80 interviews ont ensuite lieu à Londres, Los Angeles, San Francisco, Bruxelles et New York avec des collaborateurs, des associés et des fans — célèbres ou non — du groupe. Edgar Wright a réalisé 79 de ces interviews en personne, seule celui de Jane Wiedlin (membre des Go-Go’s), a été faite via Skype.

## Accueil
Le film reçoit des critiques globalement très positives. Sur l'agrégateur américain Rotten Tomatoes, il récolte 95% d'opinions favorables pour 142 critiques et une note moyenne de 7,9⁄10. Sur Metacritic, il obtient une note moyenne de 80⁄100 pour 31 critiques.
En France, le film obtient une note moyenne de 3,8⁄5 sur le site AlloCiné, qui recense 12 titres de presse.